# Lubbörsgrundet
Lubbörsgrundet är en ö i Finland. Den ligger i sjön Larsmosjön och i kommunen Larsmo i den ekonomiska regionen  Jakobstadsregionen  och landskapet Österbotten, i den centrala delen av landet, 400 km norr om huvudstaden Helsingfors. Öns area är 2,5 hektar och dess största längd är 250 meter i nord-sydlig riktning. I omgivningarna runt Lubbörsgrundet växer i huvudsak blandskog.